# Seorsus taxifolius
Seorsus taxifolius là một loài thực vật có hoa trong Họ Đào kim nương. Loài này được (Merr.) Rye & Trudgen mô tả khoa học đầu tiên năm 2008.